# Georgij Makszimilianovics Malenkov
Georgij Makszimilianovics Malenkov (oroszul: Георгий Максимилианович Маленков; Orenburg, 1902. január 8. – Moszkva, 1988. január 14.) orosz nemzetiségű szovjet politikus, a Szovjetunió Kommunista Pártja vezetője, Sztálin közeli munkatársa.

## Élete
Felmenői az akkor még az Oszmán Birodalomhoz tartozó Ohrid (ma Észak-Macedónia) városából vándoroltak a cári Oroszországba. 1919-ben belépett a Vörös Hadseregbe. 1921-ben a Moszkvai Egyetem joghallgatója lett; itt négy év múlva végzett. Sztálin követőjeként ekkor kezdődött pártkarrierje.

### Politikai pályafutása
A pártapparátusban töltött be különféle tisztségeket, majd 1939. március 22-én a Központi Bizottság tagja lett. 1941. február 21-én képviselővé választották, majd 1946. március 18-ától a Politikai Bizottság tagja volt. Őt tartották a Sztálinhoz legközelebbi személynek és utódjának. Erről tanúskodik párttagsági igazolványának a 3. száma – Leniné volt az 1., Sztáliné a 2. Hruscsov csak a 4-est kapta.[mikor?]
Sztálin halála után ő lett annak utóda a Szovjetunió Minisztertanácsának elnökeként 1955-ig. A nehézipar erőltetett fejlesztését fékezte, a mezőgazdasági termelést és a fogyasztási cikkek előállítását helyezte előtérbe. Szerepe volt abban, hogy a gazdaságpolitikai elgondolásban hozzá közel álló Nagy Imre lett az új magyar kormányfő 1953 nyarán. Hruscsov, a párt első titkára és más szovjet vezetők 1954 őszén már elhibázottnak és túlzottnak tartották a nehézipar „háttérbe szorítását”, és miután az év utolsó hónapjaiban befutottak a kedvezőtlen gazdasági adatok, Malenkov helyzete megingott, majd 1955 elején leváltották a kormányfői posztról. A sztálini időszak gyakorlatától eltérően azonban továbbra is tagja maradt mind a Politikai Bizottságnak, mind a Minisztertanácsnak: a Minisztertanács (egyik) elnökhelyettese lett, egyúttal az Elektromos Erőművek Minisztériumát is vezette.
1957-ben egyik vezetője volt a Hruscsov leváltására irányuló kísérletnek, ezért kikerült a Központi Bizottság Elnökségéből (ez volt a Politikai Bizottság elnevezése 1952 óta) és magából a Központi Bizottságból is. Ezután Kazahsztánba küldték, ahol először Uszty-Kamenogorszkban élt, ahol a helyi vízerőmű igazgatója lett, majd egy évvel később Ekibasztuzba helyezték át, ahol a hőerőmű igazgatója lett. Végül 1961-ben a pártból is kizárták, de erről meglehetősen megalázó módon nem valamely központi pártszerv hozott döntést, hanem az ekibasztuzi városi pártszervezet, ahol ekkor tag volt.
A hatalomból való kiszorítása és közép-ázsiai száműzetése depresszióval töltötte el Malenkovot. Idős korában Malenkov szakított a kommunista ateizmussal és újból ortodox keresztény lett, s sikerült leküzdenie a depresszióját. Állítólag templomi énekes és felolvasó lett az istentiszteleteken. Egyik lánya apja reá hagyott vagyonából később két templomot épített. 1968-ban nyugdíjazták, ezután először egy Moszkva-környéki dácsába költözött, majd 1973-ban egy moszkvai kétszobás lakásba. Utolsó lakhelye szintén Moszkvában volt, miután 1980-ban Jurij Andropov közbenjárására egy jobb, bár nem sokkal nagyobb lakást kapott.

## Művei magyarul
- A Szovjetunió Kommunista bolsevik Pártja Központi Bizottságának tevékenysége; Román Munkáspárt, Bukarest, 1948 (Tartós békéért, népi demokráciáért)
- Új diadalok felé. G. M. Malenkov beszéde a Nagy Októberi Szocialista Forradalom 32. évfordulóján; Szikra, Bp., 1950 (Nemzetközi kérdések)
- A pártszervezetek feladatai az ipar és a közlekedés terén. Beszéd a SZK(B)P 18. konferenciáján 1941 febr. 15.; Szikra, Bp., 1950 (Pártépítés kiskönyvtára)
- Sztálin elvtárs, a haladó emberiség vezetője; RMP, Bukarest, 1950
- Az SZKBP Központi Bizottságának beszámolója a Párt 19. kongresszusa előtt. 1952. október 5.; Politikai Kiadó, Bukarest, 1952
- J. V. Sztalin beszéde az SZKP XIX. kongresszusának záróülésén / G. M. Malenkov előadói beszéde az SZK/b/P Központi Bizottságának tevékenységéről; Pravda, Pozsony, 1952
- Beszámolójelentés a párt 19. kongresszusának a SZKbP Központi Bizottsága munkájáról; Kárpátontúli Területi Könyv- és Folyóiratkiadó, Uzshorod, 1952
- A Központi Bizottság beszámolója az SZKBP 19. Kongresszusának. 1952. okt. 5.; Szikra, Bp., 1952
- Beszéd a Szovjetunió Legfelső Szovjetje 5. ülésszakának záróülésén. 1953. augusztus 8.; Politikai Kiadó, Bukarest, 1952
- Beszéd a Szovjetunió Legfelsőbb Szovjetjének ülésén. 1953. augusztus 8.; Szikra, Bp., 1953
- A Szovjetunió legfelső tanácsának ülésén 1953. augusztus 8-án elhangzott beszéd; CSKP, Bratislava, 1953
- A Szovjetunió Kommunista Bolsevik Pártja Központi Bizottságának tevékenységéről; MSZMP Politikai Főiskola, Nemzetközi Munkásmozgalom Története Tanszék, Bp., 1968